# Торределькампо
Торределькампо (ісп. Torredelcampo) — муніципалітет в Іспанії, у складі автономної спільноти Андалусія, у провінції Хаен. Населення — 14 657 осіб (2010).
Муніципалітет розташований на відстані близько 290 км на південь від Мадрида, 8 км на захід від Хаена.
На території муніципалітету розташовані такі населені пункти: (дані про населення за 2010 рік)
- Гарсієс: 6 осіб
- Мегатін: 12 осіб
- Торределькампо: 14639 осіб

## Демографія
Динаміка населення (INE ):